# Оскар Левицкі
Оскар Левицкі (швед. Oscar Lewicki, нар. 14 липня 1992, Мальме) — шведський футболіст, півзахисник клубу «Мальме» і національної збірної Швеції.

## Клубна кар'єра
Народився 14 липня 1992 року у Мальме, вихованець футбольної академії місцевого однойменного клубу. 2008 року продовжив займатися футболом в системі підготовки футболістів  мюнхенської «Баварії».
У дорослому футболі дебютував 2010 року виступами за другу команду «Баварії», в якій провів один сезон, взявши участь у 32 матчах чемпіонату.  Більшість часу, проведеного у складі команди дублерів мюнхенської «Баварії», був основним гравцем команди. 
2011 року відхилив пропозицію укласти професійний контракт з «Баварією», натомість повернувся на батьківщину, де на правах вільного агента приєднався до клубу «Геккен». Відіграв за цю команду з Гетеборга наступні три сезони своєї ігрової кар'єри. Граючи у складі «Геккена» здебільшого виходив на поле в основному складі команди. Залишив «Геккен» наприкінці 2014 року, коли його контракт з клубом завершився.
У січні 2015 року уклав трирічну угоду з «рідним» «Мальме».

## Виступи за збірні
2007 року дебютував у складі юнацької збірної Швеції, взяв участь у 26 іграх на юнацькому рівні, відзначившись 2 забитими голами.
Протягом 2011–2015 років залучався до складу молодіжної збірної Швеції. На молодіжному рівні зіграв у 27 офіційних матчах. У складі цієї команди став переможцем молодіжного Євро-2015.
2014 року дебютував в офіційних матчах у складі національної збірної Швеції. Наразі провів у формі головної команди країни 4 матчі.

## Титули і досягнення
- Чемпіон Швеції (6):

«Мальме»: 2016, 2017, 2020, 2021, 2023, 2024
- Володар Кубка Швеції (2):

«Мальме»: 2021-22, 2023-24
Збірні
- Чемпіон Європи (U-21): 2015